# Патерсон, Гэри
Гэри Джей Патерсон (англ. Gary J. Paterson;  род. 1949, Уайтхорс, территория Юкон, Канада) —  клирик Объединённой церкви Канады, 41-й модератор Объединённой церкви Канады с 2012 по 2015 год; первый открытый гомосексуал во главе этой церкви с момента её основания в 1925 году и первый в мире открытый гомосексуал, стоявший во главе влиятельной христианской деноминации.

## Биографии
Родился в 1949 году в Уайтхорсе. Сын военнослужащего. Его детство прошло частью в Германии, частью в Торонто и Ванкувере. Окончил Университет Британской Колумбии и Университет Куинс в Кингстоне. Защитил две степени по английской литературе и стал сессионным лектором в университете Британской Колумбии. Продолжил образование и окончил Эндоверскую Ньютонскую теологическую школу и Ванкуверскую теологическую школу.
В 1977 году Патерсон был рукоположён в сан священника Объединённой церкви Канады — второй по численности христианской деноминации в стране. Служил в нескольких городских и сельских приходах. Некоторое время был сотрудником Британской Колумбийской конференции Объединённой церкви. После нёс служение в Объединённой церкви Райерсона и Первой объединённой церкви в Ванкувере. С 2005 года служит в Объединённой церкви Святого Андрея и Уэсли, где является ведущим священником. 16 августа 2012 года на 41-м Генеральном совете Объединённой церкви Канады Патерсон, после шести голосований, был официально избран на должность главы церкви и назначен модератором. В том же 2012 году он получил почётную докторскую степень Ванкуверской теологической школы.
Гэри Джей Патерсон — открытый гомосексуал. Он стал первым открытым гомосексуалом, избранным на место модератора Объединённой церкви Канады. Ранее Патерсон был женат и в браке стал отцом троих дочерей. Супруга знала о его сексуальной ориентации. Он рассказал ей об этом до того, как они поженились. Патерсон боролся со своей сексуальностью, пока не был вынужден признать поражение. В 1982 году его брак распался. Супруги сохранили дружеские отношения. В том же году он вступил в отношения с Тимом Стивенсоном, с которым в настоящее время состоит в официальном браке. Тим Стивенсон, член городского совета Ванкувера, стал первым открытым гомосексуалом, рукоположённым в сан священника Объединённой церкви Канады в 1992 году. Патерсон также известен как поэт.